# Rasa de la Carbassa
La Rasa de la Carbassa és un torrent afluent per la dreta de la Riera de Matamargó, al Solsonès.

## Municipis per on passa
El curs de la Rasa de la Carbassa transcorre íntegrament pel terme municipal de Pinós.

## Xarxa hidrogràfica
La xarxa hidrogràfica de la Rasa de la Carbassa està constituïda per 5 cursos fluvials que sumen una longitud total de 3.244 m.

### Distribució municipal
El conjunt de la xarxa hidrogràfica de la Rasa de la Carbassa transcorre pels següents termes municipals: